# Коммунистическая партия Литвы
Коммунистическая партия Литовской ССР (лит. Lietuvos TSR komunistų partija) — политическая партия в Литве, с 1940 по 1990 — правящая в Литовской ССР.

## История

### Создание КПЛ

IV конгресс Коминтерна. Делегация компартии Литвы. Стоят (слева направо): Ю. Грейфенбергерис, М. Нонайтис, В. Кнорин, А. Стасюнас. Сидят: Б. Леонас-Пушунис, З. Ангаретис, В. Мицкявичюс-Капсукас, К. Пожела

Ещё в 1895 году в Литве возник Центр литовских социал-демократов, а в 1896 году была образована Социал-демократической партии Литвы. По инициативе Ф. Дзержинского в 1900 году левые силы объединились в партию Социал-демократия королевства Польши и Литвы (СДКПиЛ). С 1901 года существовала также Виленская группа РСДРП (Гусаров, И. Клопов). В 1906 году образовался Союз РСДРП Литвы и Белоруссии. После Февральской революции 1917 года начали возникать Литовские секции РСДРП(б) и РКП(б), в октябре 1917 года возглавленные Временным Центральным бюро (В. Мицкявичюс-Капсукас). В октябре 1918 года их объединил I съезд Коммунистической партии Литвы. В связи с объединением в 1919 году Советских республик Литвы и Белоруссии существовала единая КПЛиБ в составе РКП(б).

### КПЛ в Литве 1920—1940 годов
После разделения КПЛиБ в 1920 году продолжила существование отдельная КПЛ (член Коминтерна с 1921), ведущая борьбу против первой Литовской республики и подвергающаяся репрессиям властей.
После переворота под руководством Антанаса Сметоны в декабре 1926 были арестованы и расстреляны четверо руководителей КПЛ (Каролис Пожела, Юозас Грейфенбергерис, Раполас Чарнас и Казис Гедрис). Всего в годы авторитарного режима было осуждено около 3000 коммунистов, до 7000 заключены в тюрьмы и концлагеря. Партия перешла на нелегальное положение.

### КПЛ после 1940 года
После установления в 1940 году Советской власти КПЛ стала руководящей и направляющей силой Литовской ССР, в годы Великой Отечественной войны возглавляла партизанское движение на оккупированной территории (92 отряда, 10 000 чел.), затем — работу по восстановлению разрушенного хозяйства и проведению аграрной реформы.
По состоянию на январь 1973 года КПЛ насчитывала 131 539 членов, на 1.01.1976 - 138 547 членов.
КПЛ(с) и КПЛ (КПСС)

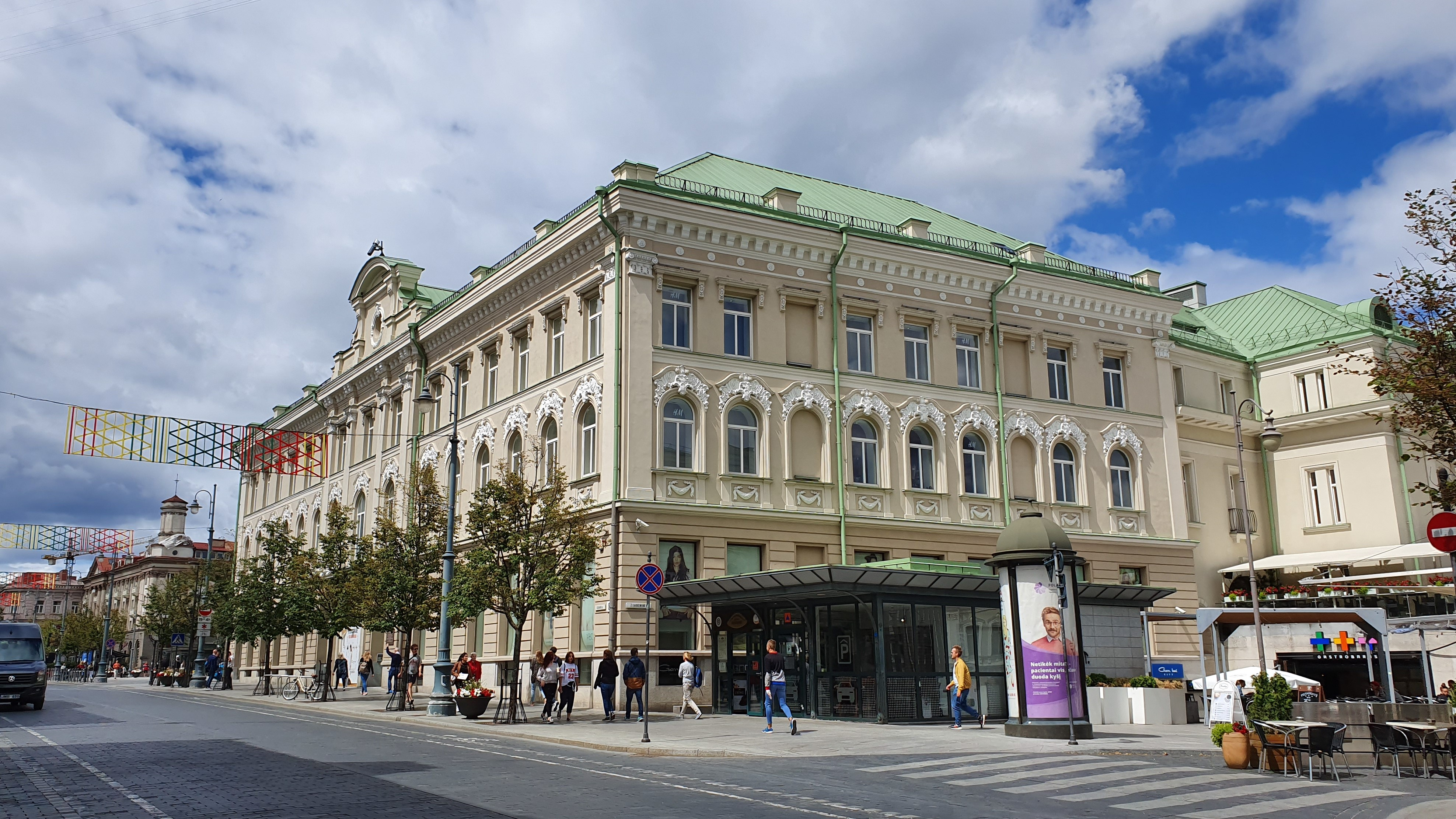
Здание ЦК КПЛ в 1948—1982 г. (в настоящее время — торговый центр GO9)

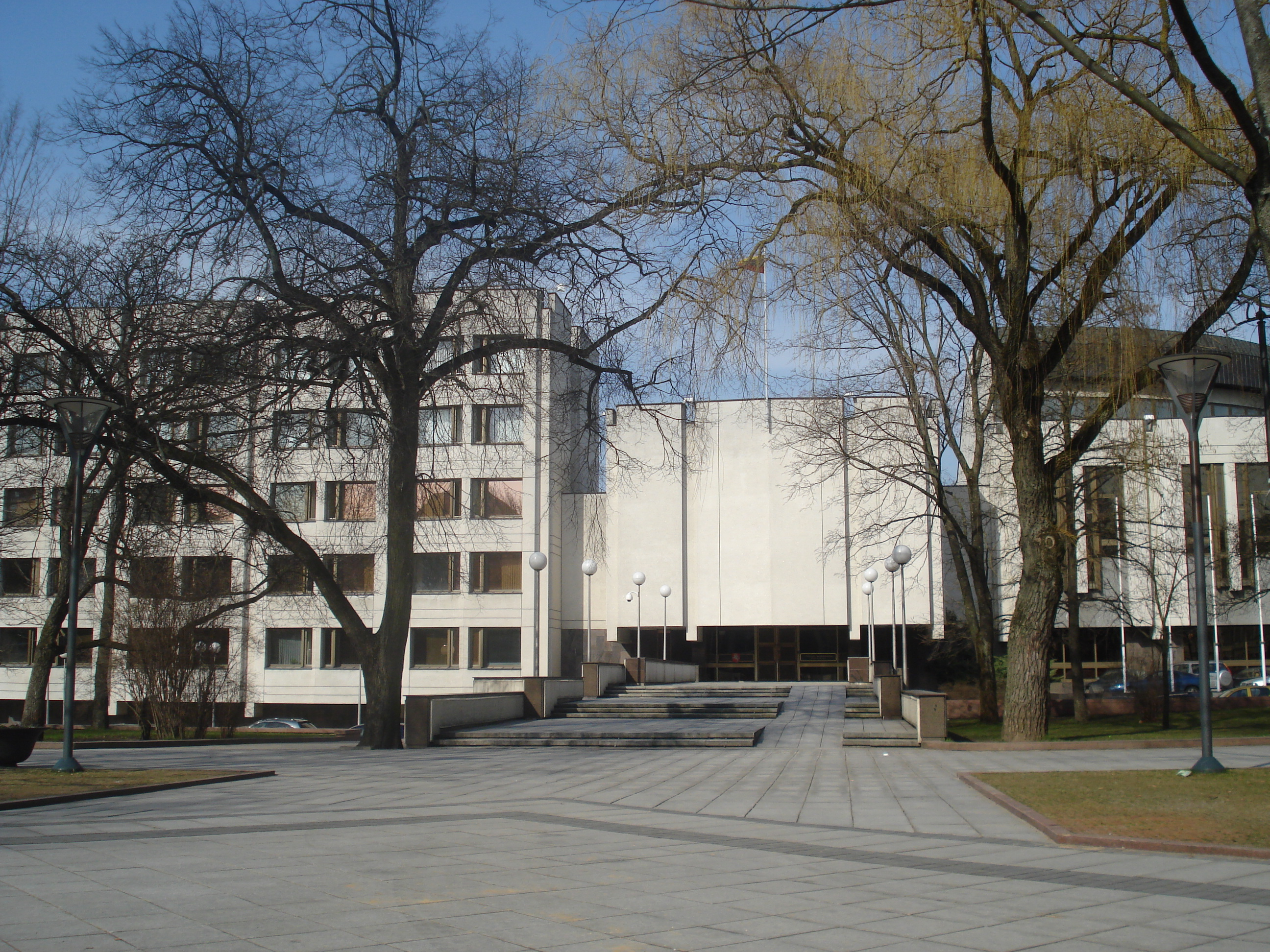
Здание ЦК КПЛ в 1982—1991 г. (в настоящее время — дворец правительства Литвы)

С началом политики Перестройки в республике обострились национальные проблемы. Под влияние этих тенденций подпало и руководство КПЛ, вследствие чего в декабре 1989 произошёл раскол. Часть партии во главе с тогдашним первым секретарём А. М. Бразаускасом провозгласила выход из состава КПСС и создание КПЛ (самостоятельной) (около 86 тыс. членов). Несогласные с этим решением коммунисты создали свою КПЛ (КПСС) во главе с профессором М. М. Бурокявичюсом (около 40 тыс. членов).
КПЛ(с) довольно быстро эволюционировала в сторону традиционной европейской социал-демократии и в декабре 1990 была переименована в Демократическую партию труда. КПЛ (КПСС) продолжала выступать с интернационалистских позиций, отстаивая единство, выступая против выхода Литвы из состава СССР. Коммунисты приняли активное участие в январских событиях 1991 года, инициируя создание Комитета национального спасения, вступив в жёсткое противостояние с властями независимой Литовской республики.

### КПЛ после запрета
После августовского путча 1991 года и распада СССР структуры КПЛ (КПСС) в республике были фактически разгромлены, руководство эмигрировало. 23 августа 1991 года Верховный Совет Литовской Республики запретил деятельность партии на территории Литвы. Спустя три недели, 16 сентября в Минске прошло выездное заседание Бюро ЦК, на котором было принято решение о продолжении деятельности Компартии Литвы в условиях подполья. Осенью 1992 года бывшие коммунисты из Демократической партии труда Литвы одержали победу на парламентских выборах.
В январе 1994 года первый секретарь ЦК КПЛ Миколас Бурокявичюс был арестован белорусскими спецслужбами в Минске, а затем передан Литве. В августе 1999 года он был осуждён на 12 лет заключения. Вместе с ним были осуждены двое его соратников: заведующий идеологическим отделом Юозас Ермалавичюс (8 лет) и секретарь ЦК КПЛ Ю. Куоялис (6 лет).
В период с августа 1996 по январь 1997 КПЛ входила в состав СКП-КПСС.
На 2009 года на территории Литвы партия действовала «в особых условиях», а руководящие органы КПЛ находились в подполье. Партия входит в Союз коммунистических партий — КПСС.
После смерти Миколаса Бурокявичуса прошедшая в марте 2017 года VII Конференция Компартии Литвы избрала нового первого секретаря ЦК, но отказалась оглашать его фамилию до тех пор пока не будет снят запрет на деятельность партии на территории Литвы.

## Персоналии

### Первые секретари ЦК КПЛ
- Пранас Эйдукявичюс (октябрь 1918—1919, председатель)
- Винцас Мицкявичюс-Капсукас (март 1919 — сентябрь 1920)
- Каролис Пожела (1923 — декабрь 1926)
- Антанас Снечкус (1936—1939; 15 августа 1940 года — 22 января 1974 года)
- Пятрас Гришкявичюс (18 февраля 1974 года — 14 ноября 1987 года)
- Рингаудас-Бронисловас Сонгайла (1 декабря 1987 года — 20 октября 1988 года)
- Альгирдас Бразаускас (20 октября 1988 года — 20 декабря 1989 года)
- Миколас Бурокявичюс (3 марта 1990 года — 23 августа 1991 года; после запрета партии работал в условиях подполья вплоть до своей кончины 20 января 2016 года)

### Известные члены
- Юозас Ермалавичюс
- Юозас Куолялис
- Юозас Грейфенбергерис
- Раполас Чарнас
- Казис Гедрис
- Ицик Виттенберг
- Миколас Юнчас-Кучинскас